# Пачеко, Фернандо Кастро
Фернандо Кастро Пачеко (исп. Fernando Castro Pacheco, 26 января 1918 — 8 августа 2013) — мексиканский художник и скульптор.

## Жизнеописание. Ранние годы
Родился в городе Мерида, Юкатан. Обнародовано мало материалов о его ранних годах. В возрасте 15 лет начал учиться в художественной школе Мериды, а потом подбирал образование самостоятельно. Среди его учителей — художник и скульптор Альфонсо Кардон, итальянец по происхождению. В школе освоил технику гравюры на линолеуме и дереве.
В 1941 году он был среди основателей Свободной школы пластических искусств Мериды, а также работал инструктором в этом учебном заведении. Обучение в школе часто проводили под открытым небом, что приучала учеников к работе на пленэре. Труд в школе пластических искусств Мериды не мешала заниматься собственным творчеством. В это время он создал несколько литографий, которые показал публике 1942 года в Галерее университета Юкатана. Тогда же были созданы первые стенописи в дошкольных учреждениях Мериды и в сельских школах.

## В Мастерской народной графики
В 1943 году художник перебрался в Мехико, где вступил в брак и стал отцом двух детей. Стал членом Мастерской народной графики, учредителями которой 1937 года были художники-графики Леопольдо Мендес, Пабло О'Хиггинс и Луис Ареналь Бастар.
Мастерская пришла на смену распущенной буржуазным правительством Лиги революционной литературы и искусства, но сохранила интерес к социально-политическим проблемам. Художники мастерской хранили идейные наставления Мексиканской революции, а их произведения освещали проблемы наиболее угнетенных и обездоленных классов мексиканского общества. О деятельности художника в составе Мастерской мало что известно, потому что они работали в условиях бешеного сопротивления католических организаций и реакционеров. Но зафиксировано его участие в одной из выставок Мастерской. Художник однако, получил известность как искусный художник-график и в столице страны, а впоследствии и в мире. Как художник-график он работал до 1960 года, используя линогравюру и гравюру на дереве. Работа в Мастерской приучила художника к тщательной рисунка и обязательного воспроизведения сюжета. Все это характерно и для стенописей Фернандо Кастро Пачеко, который не соблазнился абстракциями и бессюжетностью, как художник-делец Руфино Тамайо (1899-1991), активно поддержанный обществом и правительством.

## Выставки
Среди первых выставок международного уровня — выставка 1945 года в городе Сан-Франциско, штат Калифорния в Соединенных Штатах и на Кубе в 1947 году.
Имел 28 персональных выставок и участвовал в 60 как один из участников. Произведения Фернандо Кастро Пачеко представляли искусство Мексики в различных странах мира, среди которых Италия , Япония, Израиль, Куба, Франция, Англия, Швеция, США, Перу, Канада, Швейцария, Бразилия, Чили и единственная еще тогда Югославия.

## Преподаватель в школе

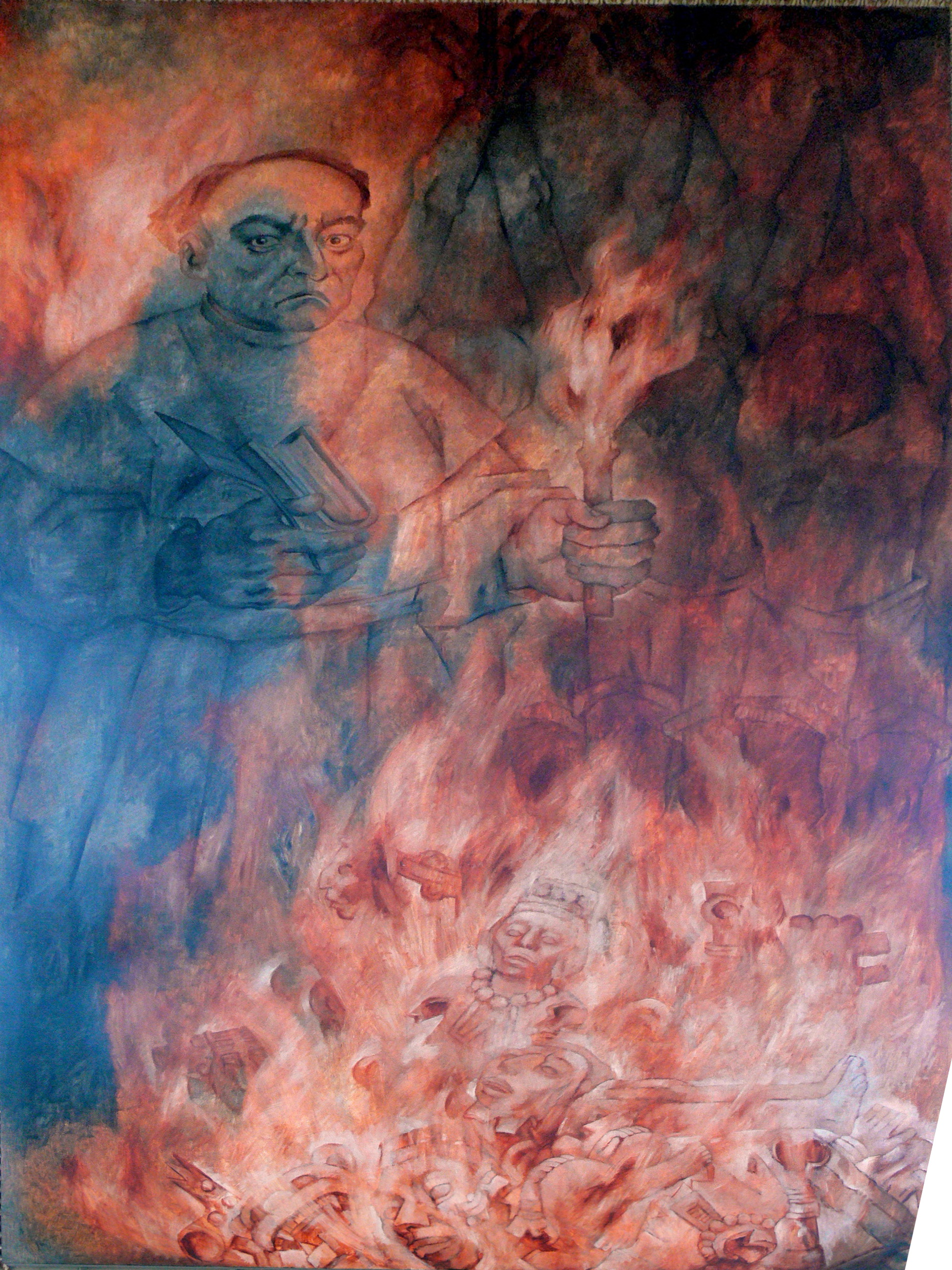
Худ.Фернандо Кастро Пачеко. «Сожжение по инициативе Диего де Ландо рукописей майя», 1979 г. Цикл картин бывшего Дворца губернатора, Мерида

По возвращении из-за рубежа в 1949 году был назначен профессором Национальной школы пластических искусств. Сделал попытку поработать как театральный художник и сделал декорации к балетам «Герника» и «La Nube estéril». Посетил страны Западной Европы, среди которых Испания, Италия, Бельгия. Нидерланды, Великобритания.

## Скульптор
Фернандо Кастро Пачеко работал и как скульптор. Он сделал примерно восемь скульптур в бронзе и шестьдесят произведений в керамике.

## Период 1970-х. Техника художника
В 1970-е гг Фернандо Кастро Пачеко активно работал художником-муралистом. Среди значительных произведений этого периода — серия картин в бывшем Дворце губернатора города Мериды.
Исследователи обратили внимание на особенность техники, которую использовал художник для произведений во Дворце губернатора. Это картины на холсте слишком большого размера. При этом сохранены страсть сюжета, виртуозный рисунок и свободное использование колорита, не связанного с контурами фигур.

## Галерея избранных произведений

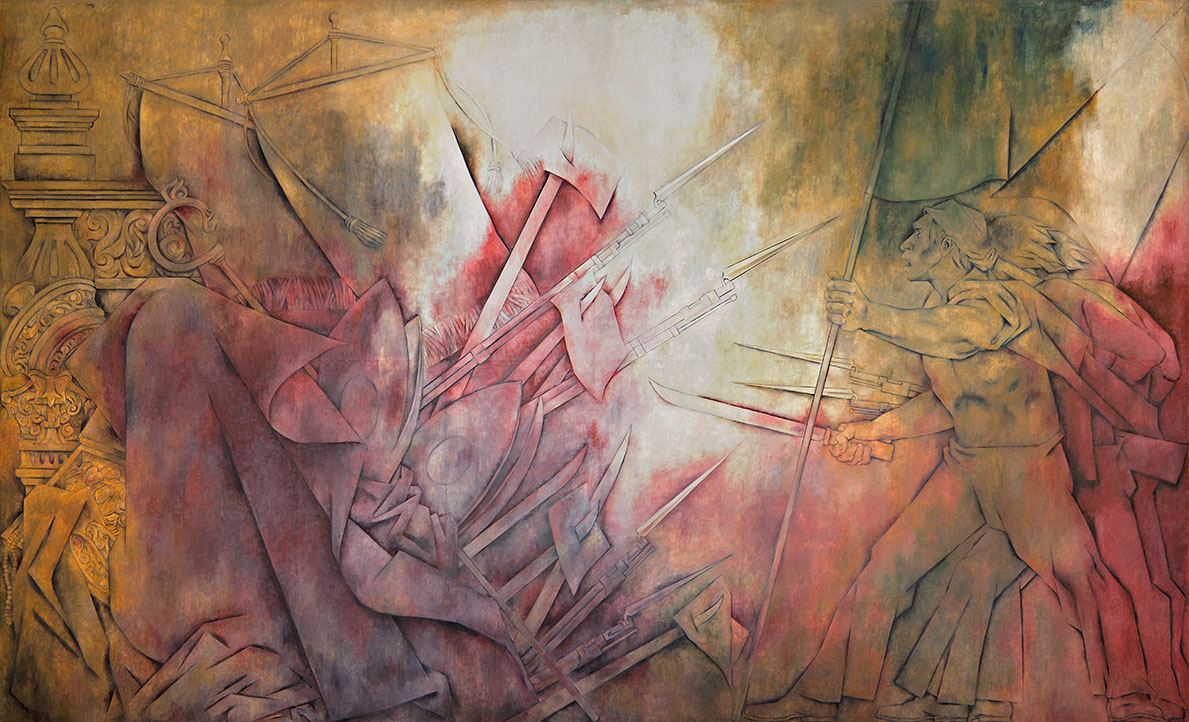
«Война за реформу»

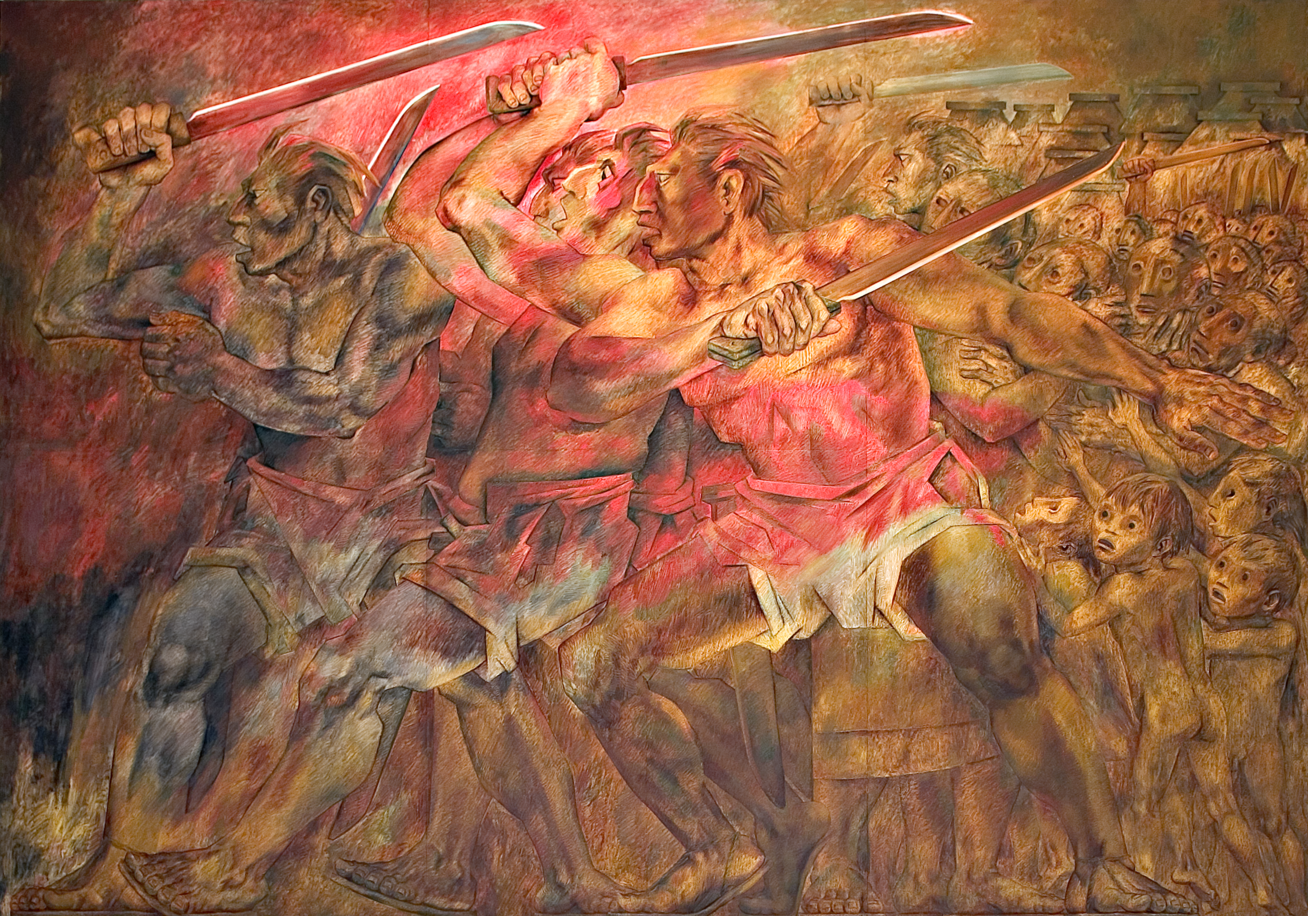
«Гражданская война»

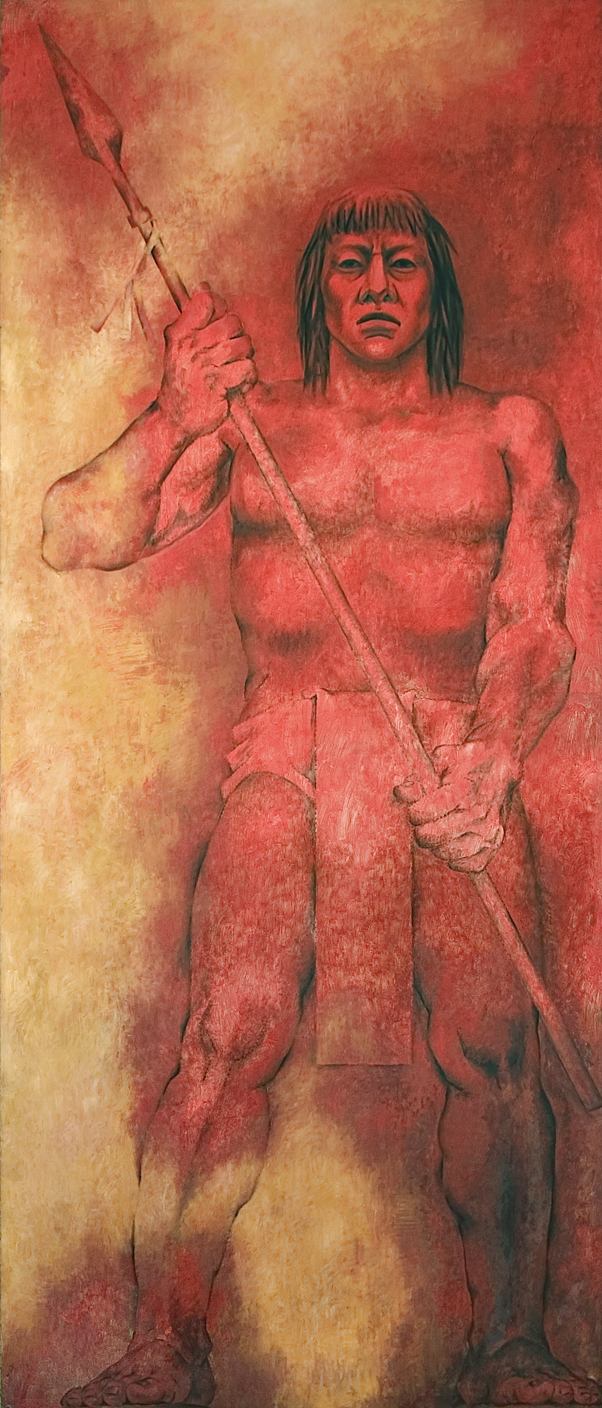
«Наки коком»
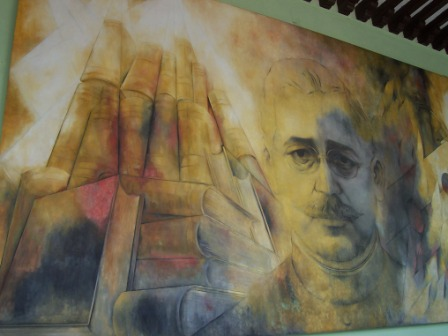
«В честь Савадора Альварадо»
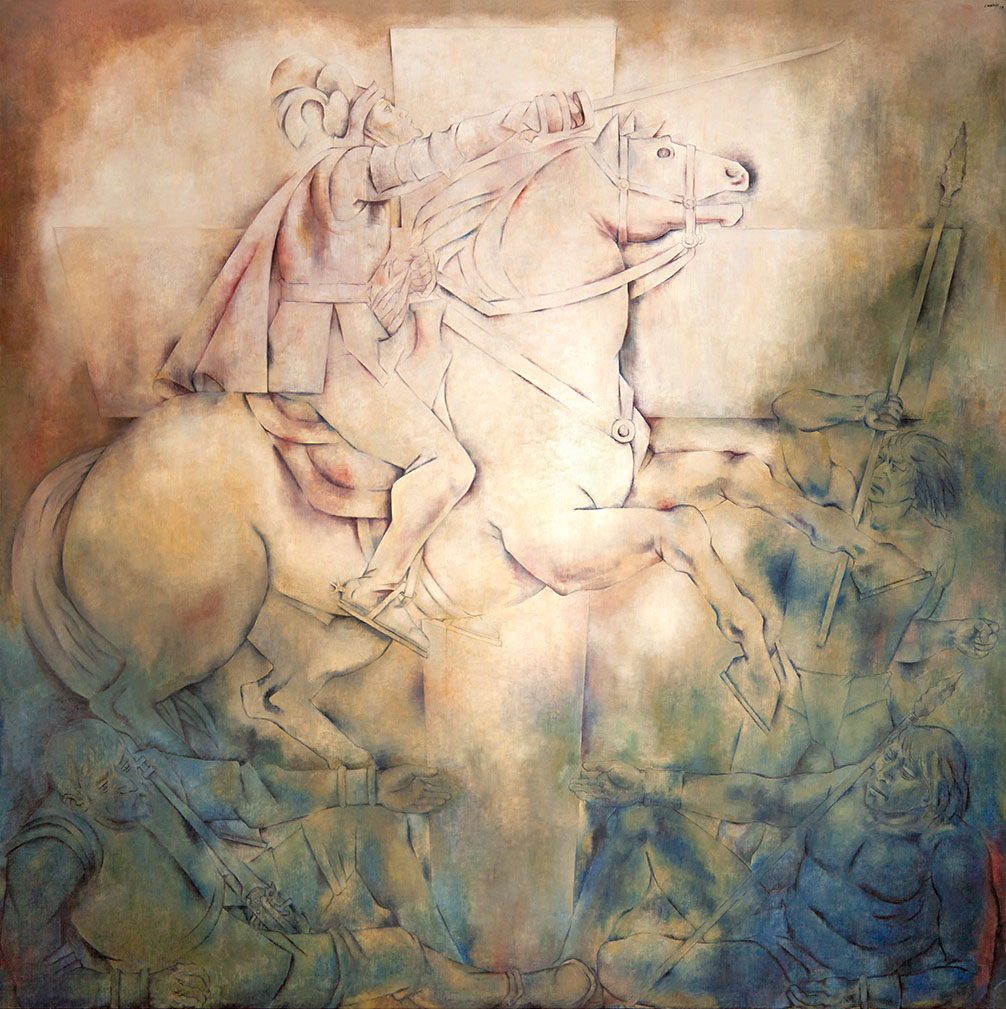
«Баталия под Сангремалем »
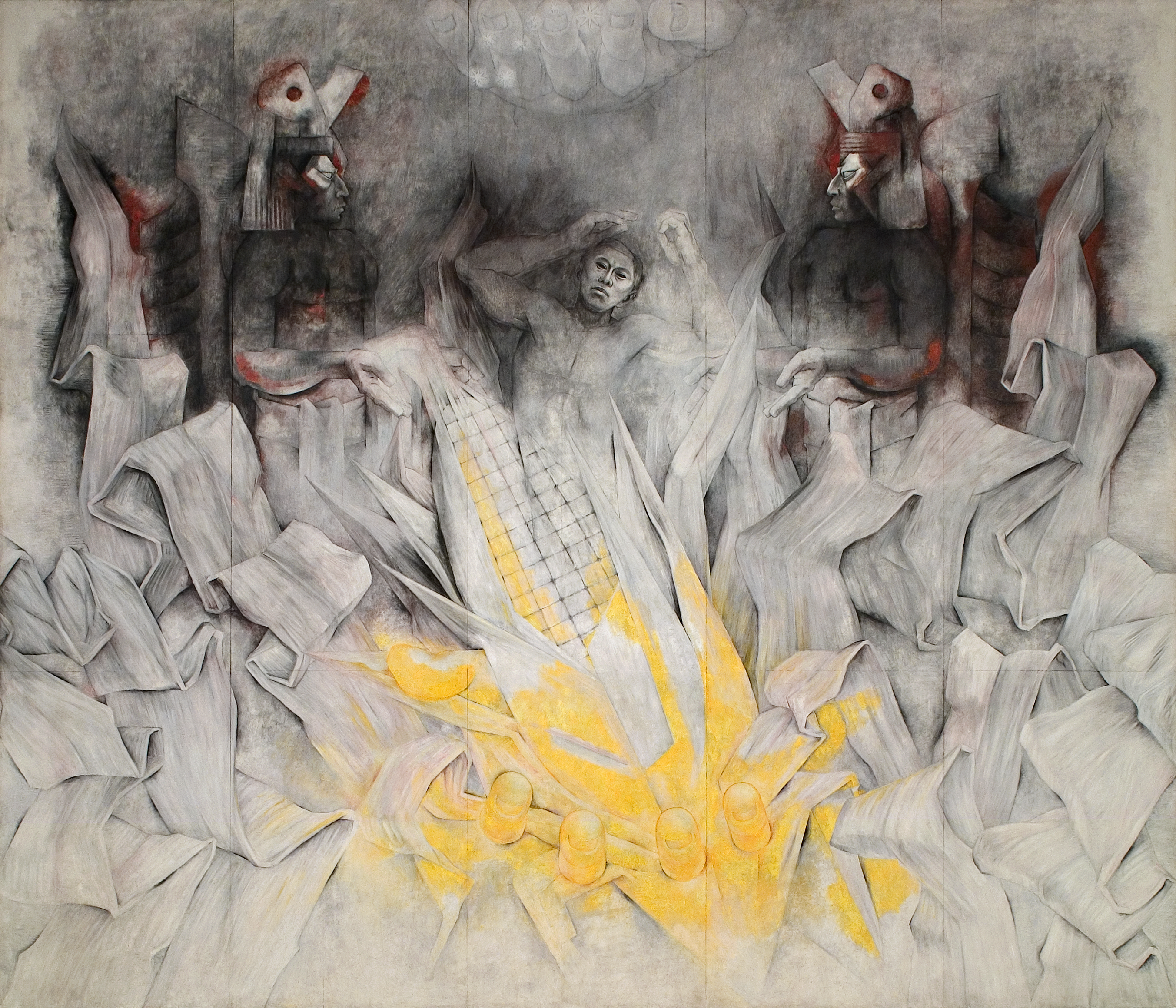
«Пополь Вух», участие в создании Севера, центра и Юга
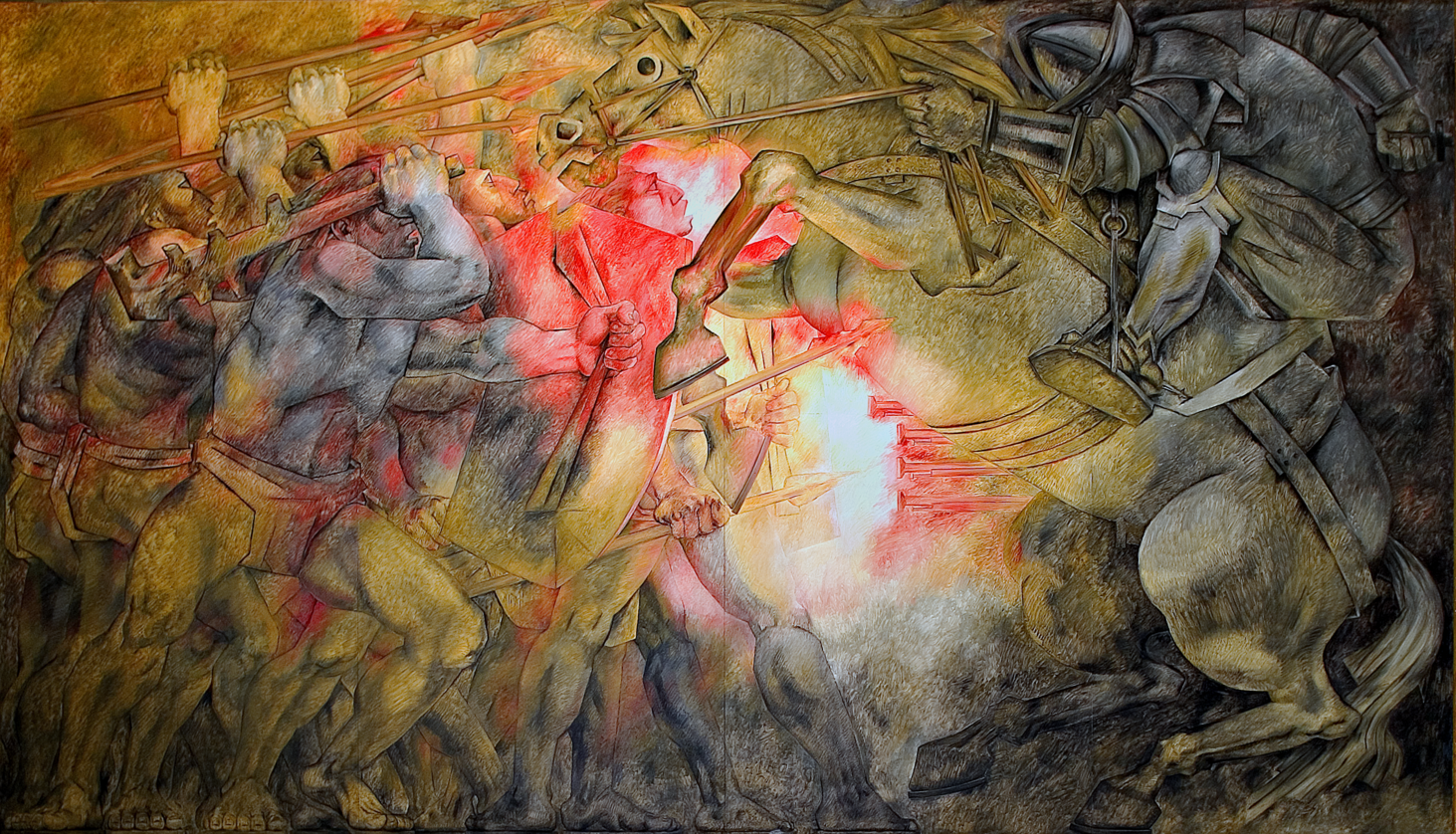
«Конкиста» (Захват Мексики)
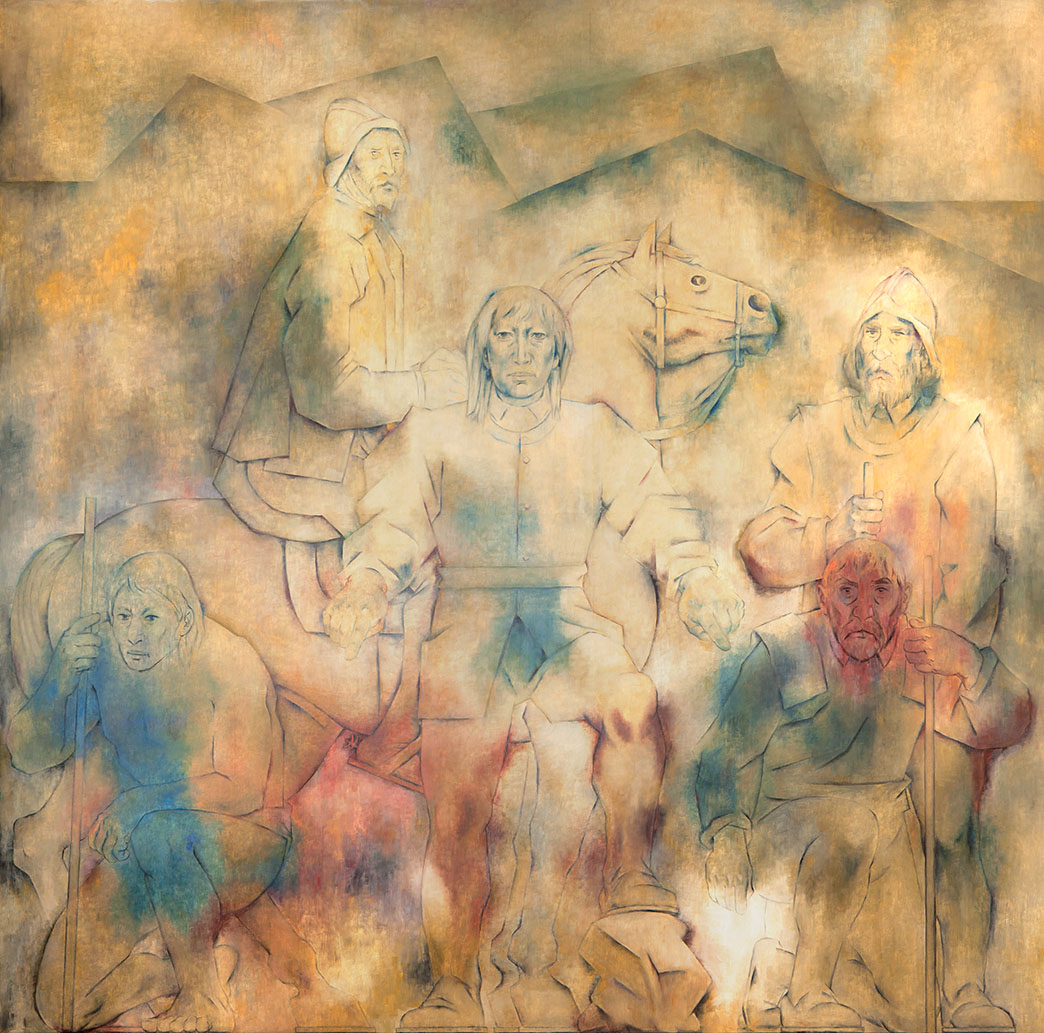